# Schmuckfliegen
Die Schmuckfliegen (Ulidiidae, Syn.: Otitidae) sind eine Familie der Zweiflügler (Diptera) und gehören zu den Fliegen (Brachycera). Die Familie ist weltweit verbreitet, mit Verbreitungszentrum in der Neotropis. In Europa kommen etwa 110 Arten vor.

## Beschreibung
Schmuckfliegen erreichen eine Körperlänge zwischen 2,5 und 11 Millimeter. Die Fliegen sind sehr verschieden gefärbt, schwarz, braun, manchmal ganz, oft teilweise gelb, manchmal grau bestäubt oder grün (seltener blau) metallisch. Die glasklaren (hyalinen) Flügel tragen fast immer entweder einen dunklen Fleck an der Flügelspitze oder eine ausgedehnte schwarze Flecken- oder Bindenzeichnung, die nur bei wenigen Arten ganz fehlt. Sie ähneln darin den recht nahe verwandten Bohrfliegen (Tephritidae). Bei einigen Arten ist nachgewiesen, dass die Zeichnung der Männchen eine Rolle beim Balzverhalten und bei der Paarung spielt. Die Randader (Costa) der Flügel kann eine, oder zwei, Unterbrechungen aufweisen, die Subcosta ist vollständig (sie erreicht den Flügelrand) und zum Ende hin schwach gebogen. Für eine sichere Unterscheidung von verwandten Familien sind die Gestalt des männlichen Phallus und Merkmale der Beborstung (Chaetotaxie) heranzuziehen. Die Flügelzeichnung einer Reihe von europäischen Gattungen ist im Werk von Galinskaya und Kollegen abgebildet.
Bei den Weibchen ist die Spitze des Hinterleibs (das siebte Hinterleibssegment), wie bei einigen verwandten Familien, stark sklerotisiert und spitz zulaufend, sie wird vergleichbar zu einem Legebohrer bei der Eiablage eingesetzt, zum Beispiel, um Eier in Pflanzengewebe zu versenken. Die Struktur wird Oviscapus genannt.
Die bekannteste Art dieser Familie ist die metallisch-grüne Physiphora alceae (aus der Tribus Ulidiini) die einen gelbroten Kopf hat. Die Tiere saugen an Hundekot, in den sie auch die Eier legen und können springen.

## Biologie und Lebensweise
Die Larven dieser Fliegen leben, soweit ihre Lebensweise überhaupt bekannt ist, meist in zersetzender organischer Substanz, etwa an verrottenden Früchten, gelegentlich im Dung (Koprophagie), an Saftflüssen verletzter oder von Käferbohrgängen geschädigter Bäume oder unter Rinde abgestorbener Bäume. Die meisten, aber nicht alle Arten bevorzugen pflanzliche Substanz. Einige Linien sind von dort aus auch an lebendes pflanzliches Gewebe übergegangen, sind also pflanzenfressend (phytophag). Wenige Arten gelten an Zuckerrüben (Gattung Tetanops), an Zwiebeln (Gattung Tritoxa) oder an Mais (Gattungen Euxesta, Chaetopsis) als schädlich. Die ausgewachsenen (imaginalen) Fliegen werden in einer Vielzahl von Lebensräumen angetroffen, von Marsch- oder Sumpfgebieten bis hin zu Steppenrasen. Sie fehlen meist in geschlossenen Wäldern, kommen aber oft in offenen, teilweise baumbestandenen Lebensräumen vor. Sie werden auf Blättern sitzend, auf Dung oder Komposthaufen, gelegentlich auch an Blüten beobachtet.

## Phylogenie und Systematik
Die Ulidiidae gehören zu den „acalyptraten“ Fliegen, d. h. die Schwingkölbchen (Halteren) sind nicht von einem lappenartigen, Calyptra oder Calypter genannten Anhang des Vorderflügels verhüllt. Diese wurden früher auch systematisch als Acalyptratae vereinigt. Dieser Name ist immer noch als Zuordnung in Gebrauch, obwohl inzwischen nachgewiesen ist, dass die Gruppierung paraphyletisch ist. Die Ulidiidae bilden darin gemeinsam mit den Familien Platystomatidae, Ctenostylidae, Lonchaeidae, Pallopteridae, Piophilidae, Pyrgotidae, Richardiidae und Tephritidae (und einigen sehr kleinen Familien unsicherer taxonomischer Stellung) die Überfamilie der Tephritoidea. Die Monophylie der Familie war nach früheren genetischen und morphologischen Studien etwas zweifelhaft, wurde aber inzwischen bestätigt.
Die Familie wurde zuerst Ortalidae genannt, dieser Name ist allerdings nicht verfügbar, da die namengebende Gattung Ortalis Fallén, 1810, ein jüngeres Homonym von Ortalis Merrem, 1786 (den Chakalakas, Hühnervögeln) ist. Die heutigen Unterfamilien Ulidiinae und Otitinae wurden lange Zeit, dem Werk des bedeutenden Systematikers Willi Hennig folgend, in Europa als eigenständige Familien aufgefasst, während sie in Amerika und Australien als eine Familie behandelt wurden. Werden sie in einer Familie vereinigt, besitzt der Name Ulidiidae Macquart, 1835 Priorität gegenüber Otitidae Aldrich, 1932. Die Vereinigung in einer Familie hat sich durchgesetzt.

### Unterfamilien
Die Familie umfasst 94 Gattungen in zwei Unterfamilien mit insgesamt sieben Triben und etwa 800 beschriebenen Arten. Dabei ist die Monophylie der Unterfamilie Ulidiinae zweifelhaft.
- Unterfamilie Ulidiinae
  - Tribus Lipsanini (27 Gattungen)
    - Euxesta notata

  - Tribus Pterocallini (23 Gattungen)
  - Tribus Seiopterini (3 Gattungen)
    - Seioptera vibrans

  - Tribus Ulidiini (3 Gattungen)
- Unterfamilie Otitinae
  - Tribus Cephaliini (9 Gattungen)
  - Tribus Otitini (8 Gattungen)
    - Ceroxys hortulana
    - Ceroxys urticae
    - Otites centralis
    - Otites guttatus
    - Otites lamed
    - Otites porca (syn. Otites formosa jucunda, Otites jucunda)
    - Otites rivularis

  - Tribus Myennidini (14 Gattungen)
    - Pfauenfliege (Callopistromyia annulipes)

  - incertae sedis 7 Gattungen

In Europa sind etwa 105 bis 110 Arten der Schmuckfliegen aus 18 Gattungen nachgewiesen, wobei die Artenzahl nach Süden hin zunimmt. In der Tschechischen Republik leben 27 Arten.